# Cantonul Fort-de-France-10
Cantonul Fort-de-France-10 este un canton din arondismentul Fort-de-France, Martinica, Franța.

## Comune
| Comune         | Populație (1999) | Cod poștal | Cod INSEE |
| -------------- | ---------------- | ---------- | --------- |
| Fort-de-France | 10.557 (*)       | 97200      | 97209     |